# (69307) 1992 ON
1992 أو أن (ويعرف أيضًا باسم (69307) 1992 أو أن وفق تسمية الكوكب الصغير) (بالإنجليزية: 1992 ON)‏ هو كويكب ضمن حزام الكويكبات؛ وترتيبه 69307 من حيث الاكتشاف.
اكتُشف هذا الجُرم الفلكي بواسطة روبرت إتش ماكنوت في 28 يوليو 1992.

## وصلات خارجية
- (69307) 1992 ON في قاعدة بيانات مختبر الدفع النفاث لأجرام النظام الشمسي الصغيرة

- الاكتشاف · مخطط المدار ·  العناصر المدارية · المعلمات المادية

- (69307) 1992 ON على موقع ويكي سكاي: DSS2, SDSS, GALEX, IRAS, Hydrogen α, X-Ray, Astrophoto, Sky Map, Articles and images